# 圣皮埃尔拉努
圣皮埃尔拉努（法語：Saint-Pierre-la-Noue，法語發音：[sɛ̃ pjɛʁ la nu]）法国滨海夏朗德省的一个市镇，位于该省北部，属于罗什福尔区。

## 地名
该市镇名中的“圣”（Saint）取自原市镇圣日耳曼-德马朗塞讷（Saint-Germain-de-Marencennes）；“皮埃尔”（Pierre）则是来自原市镇佩雷（Péré），其法语名“Péré”源自拉丁语“Petra”，意为“石头”，对应现代法语“pierre”；“拉努”（la-Noue）则是指流经该地的努河（Noue，带定冠词为“la Noue”）。

## 历史
圣皮埃尔拉努成立于2018年1月1日，由佩雷和圣日耳曼-德马朗塞讷两个市镇合并而成，其中圣日耳曼-德马朗塞讷为政府驻地。

## 地理
圣皮埃尔拉努（46°4'41"N, 0°47'21"W）面积24.91 平方千米，位于法国新阿基坦大区滨海夏朗德省，该省份为法国西部滨海省份，北起旺代省，西临大西洋，南至吉倫特省，东南接多爾多涅省，东北接德塞夫勒省接壤，东临夏朗德省。
与圣皮埃尔拉努接壤的市镇（或旧市镇、城区）包括：叙热尔、朗德赖、尚邦、米龙、拉德维斯、热努耶。
圣皮埃尔拉努的时区为UTC+01:00、UTC+02:00（夏令时）。

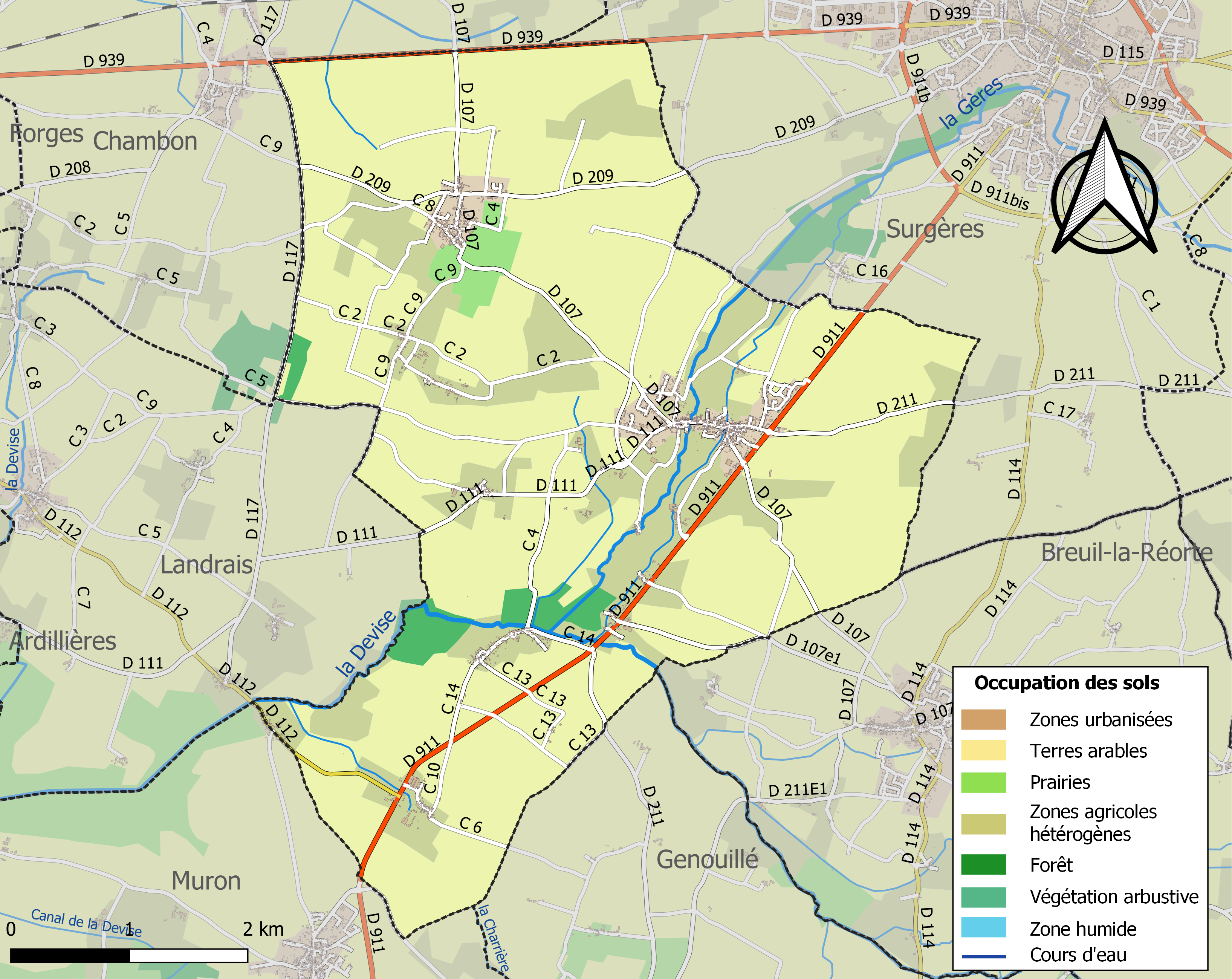
圣皮埃尔拉努的OSM定位图

## 行政
圣皮埃尔拉努的邮政编码为17700，INSEE市镇编码为17340。

## 政治
圣皮埃尔拉努所属的省级选区为叙热尔县。

## 人口
圣皮埃尔拉努于2022年1月1日时的人口数量为1498人。